# باتريسيا ريبيرو
باتريسيا ريبيرو (بالبرتغالية: Patricia Ribeiro‏) هي مغنية برتغالية، ولدت في 11 أكتوبر 1981 في ألمادا في البرتغال.